# Wahlkreis Marzahn-Hellersdorf 7
Der Wahlkreis Marzahn-Hellersdorf 7 ist ein ehemaliger Abgeordnetenhauswahlkreis in Berlin. Er gehörte zum Wahlkreisverband Marzahn-Hellersdorf und umfasste zur Abgeordnetenhauswahl 2006 vom Bezirk Marzahn-Hellersdorf die Gebiete Hellersdorf-Ost, Hönow-West, Stendaler Straße und Stadtteilzentrum.
Der Wahlkreis wurde im Zuge der Neuordnung der Wahlkreise 2011 aufgelöst, da sich die Bevölkerung des Bezirks Marzahn-Hellersdorf verringert hatte.

## Abgeordnetenhauswahl 2006
Bei der Wahl zum Abgeordnetenhaus von Berlin 2006 traten folgende Kandidaten an:
| Name                              | Partei    | Anteil der Erststimmen |
| --------------------------------- | --------- | ---------------------- |
| Gabriele Hiller                   | Die Linke | 40,7 %                 |
| Christoph Huhn                    | SPD       | 26,5 %                 |
| Paul Hofmann                      | CDU       | 08,5 %                 |
| André Groth                       | NPD       | 07,8 %                 |
| Rüdiger Kurock                    | WASG      | 05,4 %                 |
| Sebastian Czaja                   | FDP       | 04,6 %                 |
| Beate Buchwald                    | Grüne     | 03,6 %                 |
| Margret Sliwa                     | DAP       | 01,6 %                 |
| Daniel-Enrico Grasenack-Tente     | BüSo      | 01,3 %                 |
| Wahlberechtigte: 26.330 Einwohner |           |                        |
| Wahlbeteiligung: 41,6 %           |           |                        |

## Abgeordnetenhauswahl 2001
Der Wahlkreis Marzahn-Hellersdorf 7 umfasste zur Abgeordnetenhauswahl am 21. Oktober 2001 die Gebiete Zossener Straße, Stadtteilzentrum und Hönow-West. Es traten folgende Kandidaten an:
| Name                              | Partei | Anteil der Erststimmen |
| --------------------------------- | ------ | ---------------------- |
| Gabriele Hiller                   | PDS    | 55,6 %                 |
| Marlitt Köhnke                    | SPD    | 22,5 %                 |
| Hella Kayser                      | CDU    | 14,9 %                 |
| Kai-Uwe Humpert                   | FDP    | 05,0 %                 |
| Beate Buchwald                    | Grüne  | 02,1 %                 |
| Wahlberechtigte: 28.290 Einwohner |        |                        |
| Wahlbeteiligung: 51,9 %           |        |                        |

## Abgeordnetenhauswahl 1999
Der Wahlkreis Hellersdorf 3 umfasste zur Abgeordnetenhauswahl am 10. Oktober 1999 die Gebiete Zossener Straße, Stadtteilzentrum und Hönow-West. Es traten folgende Kandidaten an:
| Name                              | Partei | Anteil der Erststimmen |
| --------------------------------- | ------ | ---------------------- |
| Kerstin Anding                    | PDS    | 48,8 %                 |
| Hella Kayser                      | CDU    | 26,0 %                 |
| Ute Bekeschus                     | SPD    | 14,8 %                 |
| Lars Hellmich                     | NPD    | 05,6 %                 |
| Gabriele Hoth                     | PASS   | 03,2 %                 |
| Rolf Schönwiese                   | Grüne  | 01,7 %                 |
| Wahlberechtigte: 28.074 Einwohner |        |                        |
| Wahlbeteiligung: 50,8 %           |        |                        |

## Abgeordnetenhauswahl 1995
Die Bezirke Marzahn und Hellersdorf hatten vor ihrer Fusion im Jahr 2001 bei der Abgeordnetenhauswahl am 22. Oktober 1995 insgesamt neun Wahlkreise. Ein direkter Vergleich ist daher nicht möglich.

## Bisherige Abgeordnete
Direkt gewählte Abgeordnete des Wahlkreises Marzahn-Hellersdorf 7 (bis 1999: Hellersdorf 3):
| Jahr | Name            | Partei    | Anteil der Erststimmen |
| ---- | --------------- | --------- | ---------------------- |
| 2006 | Gabriele Hiller | Die Linke | 40,7 %                 |
| 2001 | Gabriele Hiller | PDS       | 55,6 %                 |
| 1999 | Kerstin Anding  | PDS       | 48,8 %                 |